# Anise Koltz
Anise Koltz, geboren als Lucie Anne Blanpain (* 12. Juni 1928 in Eich, Luxemburg; † 1. März 2023), war eine luxemburgische Schriftstellerin.

## Leben
Anise Koltz besuchte von 1940 bis 1947 das Lyzeum.
Koltz war Gründerin und Organisatorin der Mondorfer Dichtertage, die von 1963 bis 1974 und von 1995 bis 2001 luxemburgische und ausländische Autoren, vor allem deutsche und französische, in Bad Mondorf zusammenbrachten. Von 1972 bis 1975 war Koltz Bibliothekarin an der Thomas-Mann-Bibliothek der luxemburgischen Filiale des Goethe-Instituts. Anise Koltz lebte in ihrer Geburtsstadt Eich. Sie war mit René Koltz, einem luxemburgischen Arzt, verheiratet und ist Großmutter der Filmemacherin Beryl Koltz.
Sie starb am 1. März 2023 im Alter von 94 Jahren.
Anise Koltz war Mitglied des Institut Grand-Ducal (Section des arts et des lettres), der Académie Mallarmé (Paris) und des belgischen Pen Clubs. 1996 gründete sie gemeinsam mit Alain Bosquet die Académie européenne de Poésie, deren Präsidentin und ab 2008 Ehrenpräsidentin sie war.

## Verhältnis zur deutschen Sprache
Während der Besatzungszeit musste Koltz sich als Schülerin intensiv mit der deutschen Sprache und Literatur auseinandersetzen, weshalb ihre ersten Werke auf Deutsch geschrieben sind. 1971 starb ihr Mann René Koltz an den Folgen von Folterungen durch die deutschen Besatzer. Diese Elemente erklären das schwierige Verhältnis der Autorin zur Sprache, besonders zur deutschen Sprache. Sie schrieb immer seltener auf Deutsch, um in den 1980er Jahren die Sprache komplett fallen zu lassen und nur noch auf Französisch zu schreiben.

## Auszeichnungen
- 1981: Prix Claude-Sernet
- 1992: Prix Jean-Malrieu
- 1992: Prix Blaise-Cendrars
- 1994: Antonio-Viccaro-Preis
- 1994: Prix de l’Académie royale de langue et de littérature françaises
- 1996: Prix Batty Weber
- 1997: Rheinlandtaler-Preis des Landschaftsverbandes Rheinland
- 1998: Prix Apollinaire für Le mur du son
- 2008: Prix Servais für L’ailleurs des mots
- 2009: Prix de littérature francophone Jean-Arp für La lune noircie
- 2016: Prix Robert Ganzo
- 2018: Prix Goncourt de la poésie für das Gesamtwerk

## Bibliographie
- Die Blumenwiese und andere Märchen. Die kleine Heimat-Bücherei Nr. 6. Pierre Linden, Lëtzebuerg 1953.
- Märchen (= Pflichtbücher Band 12). Verlag „de Frendeskrés“, Sankt-Paulus-Dr., Lëtzebuerg 1957.
- Heimatlos. Gedichte. Lëtzebuerg 1959.
- Der Wolkenschimmel und andere Erzählungen (= Die kleine Heimat-Bücherei Nr. 13). Pierre Linden, Lëtzebuerg 1960.
- Spuren nach innen. 21 Gedichte. Zeichnungen von Joseph Probst. Bourg-Bourger, Lëtzebuerg 1960.
- D'Krëschtkënnchen kënnt. Biller vum Jean an Anise Koltz. Sankt-Paulus Dr., Lëtzebuerg 1964.
- Steine und Vögel. Gedichte (= Bechtle Lyrik Band 8). Bechtle Verlag, München/Esslingen 1964.
- Le Cirque du soleil. Gedichte. P. Seghers, Paris 1966.
- Den Tag vergraben (= Bechtle Lyrik Band 19). Bechtle Verlag, München 1969.
- Fragmente aus Babylon. Gedichte. 1973. 59 S. Delp'sche Verlagsbuchhandlung, München.
- De Clown. Lëtzeburger Kannerbuch geschriwwen a gemoolt vum Anise Koltz. Impr. Kremer-Müller, Esch-Uelzecht 1975.
- Le jour inventé. Ill. de HAP Grieshaber. Coll. Poésie sans frontière. Librairie Saint-Germain-des-Près, Paris 1975.
- Ailes de couteau. Poèmes inédits. Couverture par Anna Recker. Éditions du centre culturel, Déifferdeng 1978.
- Le temps passe. Texte inédit. Avec une eau forte de Léon Zack. Club 80/Éditions d’art, Ierpeldeng 1978.
- La terre monte. Pierre Belfond, Paris 1980.
- Sich der Stille hingeben. Französisch und deutsch. Horst Heiderhoff Verlag, Waldbrunn 1983.
- Chants de refus. Poèmes. Mat Zeechnunge vum Marta Pan. Coll. graphiti n°2. Éditions Phi, Echternach. Rapid Press, Luxembourg 1993, ISBN 2-87962-023-6.
- Chants de refus II Poèmes. Dessins de Joseph Probst. Coll. graphiti n°8. Éditions Phi, Echternach. Rapid Press, Luxembourg 1995.
- Le mur du son. Poèmes. Éd. Phi: L'Orange Bleue Ed, Echternach 1997.
- Le paradis brûle. Poèmes. Éd. de la Différence, Paris 1998.
- Aux banqu[e]ts du diable = At the devil's banquets. Übersetzer: John F. Deane. Englischer und französischer Paralleltext. Dedalus Press 1998, Dublin, ISBN 978-1-901233-05-6.
- La terre se tait. Poèmes. Coll. graphiti n°23. Éditions Phi, Echternach 1999.
- Le cri de l'épervier. Poèmes. Coll. graphiti n°34. Éditions Phi, Echternach. Écrits des forges, Trois-Rivières, Québec 2000.
- Le porteur d'ombre. Poèmes. 2001 Coll. graphiti n°42. Éditions Phi, Echternach. Écrits des forges, Trois-Rivières, Québec.
- Béni soit le serpent. Poèmes. 2004 Coll. graphiti n°57. Éditions Phi, Esch/Alzette. Écrits des forges, Trois-Rivières, Québec. Polyprint, Esch/Alzette.
- L'ailleurs des mots. Poésie. 2007 Collection Cahiers d'Arfuyen n° 166. Éditions Arfuyen, ISBN 978-2-84590-099-8.
- La lune noircie. Poésie. Collection Cahiers d'Arfuyen n° 181. Éditions Arfuyen, 2009, ISBN 978-2-84590-133-9.
- La muraille de l'alphabet. Editions Phi, 2010, ISBN 978-2-87962-283-5.
- Je renaîtrai. Arfuyen, Paris 2011, ISBN 978-2-84590-157-5.
- Soleils chauves. Arfuyen, Paris 2012, ISBN 978-2-84590-174-2.
- Galaxies intérieures. Arfuyen, Paris 2013, ISBN 978-2-84590-193-3.
- Un monde de pierres. Arfuyen, Paris 2015, ISBN 978-2-84590-215-2.
- Somnambule du jour. Poèmes choisis. Gallimard, Paris 2016, ISBN 978-2-07-046862-1.
- Pressée de vivre suivi de, après. Arfuyen, Paris 2018, ISBN 978-2-84590-262-6.